# Antoine Cayrel
Antoine Cayrel (Antoine-Georges Cayrel) est un homme politique français de gauche, né le 23 avril 1885 à Sigean et mort le 13 septembre 1970 à Mérignac.

## Biographie
Chirurgien-dentiste, il rencontre dans cette profession Adrien Marquet qui devient son mentor. 
Il adhère à la SFIO girondine et en devient le secrétaire fédéral à la place de Marquet, mobilisé par l'armée, de 1914 à 1917, date à laquelle il est mobilisé en raison de la guerre. Il est remplacé au secrétariat fédéral par Henri Périssé de juillet 1917 à mai 1919,, puis par Henri Larroque de mai 1919 à juin 1920,. 
Il entre au Conseil général de la Gironde en mai 1922, pour une durée de 22 ans. Il est l’un des créateurs des régies syndicales d’électricité. 
Il est élu en mai 1924, dans la 1ère circonscription de Bordeaux sur la liste du « Cartel des gauche ». Il est maire du Bouscat de mai 1925 à la Libération. Exclu du parti socialiste (S.F.I.O.), le 5 novembre 1933, en même temps que ses collègues partisan de la participation des socialistes dans un gouvernement à direction radicale appelés « les récidivistes d'Angoulême » (MM. Pierre Renaudel, Adrien Marquet, Marcel Déat, Louis Deschizeaux, Ernest Lafont et Barthélemy Montagnon) et fonde avec eux, le Parti socialiste de France-Union Jean Jaurès (PSdF) dont Cayrel devint le secrétaire général. Il est battu aux législatives de 1928 par Gabriel Léglise, mais est finalement réélu député de  Gironde en 1932 sous l’étiquette PSdF, puis en 1936 sous l’étiquette néo-socialiste ; il préside à l’Assemblée, la Commission des Affaires étrangères. Il vote le 10 juillet 1940, à Vichy comme la majorité de ses collègues, les pleins pouvoirs au maréchal Pétain. Il est nommé au Conseil national instauré par Vichy, dans le gouvernement Laval  « Commissaire général du service des réfugiés » auprès du ministre de l'Intérieur, Adrien Marquet, et démissionne trois semaines après de ses fonctions, ce qui lui permet d’être acquitté par la Haute cour de justice à la Libération. 
Après la guerre il est président-directeur général de la Lyonnaise des eaux. 
Il meurt le 13 septembre 1970 à Mérignac.

## Mandats électoraux
- Conseiller général de 1922 à 1945
- Maire du Bouscat de 1925 à 1944
- Député SFIO de la Gironde de 1924 à 1928.
- Député PSdF puis Gauche indépendante de la Gironde de 1932 à 1942.

### Sources
- « Antoine Cayrel », dans le Dictionnaire des parlementaires français (1889-1940), sous la direction de Jean Jolly, PUF, 1960 [détail de l’édition]
- Alain Anziani, Cent ans de socialisme en Gironde, Bordeaux, Editions du Populaire girondin, 1999, 207 p. (ISBN 978-2-9514803-0-8, BNF 37090921, présentation en ligne)
- Sylvie Guillaume, Dictionnaire des parlementaires d'Aquitaine sous la Troisième République, Presses Universitaires de Bordeaux, 1998, 624 p. (lire en ligne)